# Theodor George Marius Duță
Theodor George Marius Duță (n. 16 noiembrie 1976, Brașov, România) este un parapantist și parașutist român, instructor de zbor și tandem, cunoscut pentru stabilirea unui record mondial de altitudine la zborul cu parapanta, realizat în 2006, dintr-un balon cu aer cald aflat la înălțimea de 10.761 m.

## Biografie
Marius Duță s-a născut la Brașov, la 16 noiembrie 1976. Pasionat de sporturile aeronautice, a început să practice parașutismul și parapanta în 1992.  
A devenit instructor oficial de parapantă în 2001 și activează ca instructor la școala de zbor „ECO-S” din 1999.

## Carieră sportivă

### Record mondial
La 25 martie 2006, Marius Duță a realizat un salt cu parapanta dintr-un balon cu aer cald aflat la altitudinea de 10.761 m, stabilind un record mondial de lansare din stratosferă.  
Evenimentul a fost mediatizat pe larg în presa națională și internațională, inclusiv de publicațiile Epoch Times România și Adevărul.

### Competiții și rezultate
Marius Duță a participat la multiple ediții ale Campionatelor Naționale de Parașutism și Parapantă (1997–2024), obținând clasări constante în top 10.  
Printre cele mai notabile rezultate:  
- Locul 4 la Campionatul Național de Parașutism (2005);
- Locul 1 la Eagle Cup XC și Accuracy Landing (2007 și 2008);
- Participări la competiții și demonstrații internaționale în Germania, Portugalia, Elveția, Austria și Turcia;
- Peste 2.000 de salturi tandem și aproximativ 9.800 de zboruri în carieră.[6]

## Recunoaștere
Performanțele lui Marius Duță au fost recunoscute de Federația Aeronautică Română și de Asociația Cartea Recordurilor.  
A fost prezentat ca unul dintre pionierii parapantismului extrem din România, fiind frecvent menționat în presa națională și internațională.